# Nilea innoxia
Nilea innoxia är en tvåvingeart som beskrevs av Robineau-desvoidy 1863. Nilea innoxia ingår i släktet Nilea och familjen parasitflugor. Arten är reproducerande i Sverige. Inga underarter finns listade i Catalogue of Life.